# Protosticta taipokauensis
Protosticta taipokauensis är en trollsländeart som beskrevs av Syoziro Asahina 1987. Protosticta taipokauensis ingår i släktet Protosticta och familjen Platystictidae. IUCN kategoriserar arten globalt som livskraftig. Inga underarter finns listade i Catalogue of Life.